# Erwin Olaf
Erwin Olaf, właśc. Erwin Olaf Springveld (ur. 2 czerwca 1959 w Hilversum w Holandii, zm. 20 września 2023 w Amsterdamie) – holenderski współczesny fotografik oraz reżyser filmowy. Jego prace mają odniesienia do filmów Herzoga czy Felliniego, czy do malarstwa Vermeera. Od wczesnych lat 80. żył i pracował w Amsterdamie.

## Życiorys

### Wczesne lata
Urodził się w Hilversum w Holandii jako syn Lydii van 't Hoff i Simona Jacobusa Springvelda. W latach 1977–1980 studiował dziennikarstwo w School of Journalism w Utrechcie. Ukończył też fakultet poświęcony fotografii prasowej.

### Kariera
Po ukończeniu studiów, przyjął posadę asystenta fotografa André Ruigroka i w tym samym czasie zaczął też robić autoportrety. W tym okresie duży wpływ na jego twórczość miał choreograf Hans van Manen i prace Roberta Mapplethorpe'a.
Od 1981 zaczął pracować jako fotograf niezależny, przyjmował zlecenia komercyjne i działał w środowiskach homoseksualnych w Holandii. Od samego początku jego realizacje charakteryzowało połączenie komentarza społecznego z estetyką fotografii użytkowej. Perfekcyjnemu fotografowi szybko udało się nawiązać kontakt z takimi gigantami jak Audi, BMW, Coca-Cola czy Heineken.
Jego zdjęcia reklamowe, silnie naznaczone jego indywidualnym stylem – dowcipne, przewrotne, odważne i intrygujące, jak zdjęcia z cyklu Fashion Victim, w których fotograf potępia nadmierny konsumpcjonizm, przywiązanie do metek i drogich marek. Cykl bardzo odważnych aktów, w których modele i modelki mają założone na głowy torby na zakupy z drogich sklepów (Chanel, Armani, Calvin Klein) radykalnie i jednoznacznie odnosi się do tego zjawiska.
Eksplozję zainteresowania przyniósł mu w 2000, najbardziej rozpoznawalny cykl „Królewska Krew”. W 2005 zrobił zdjęcia do słynnego kalendarza kawy Lavazza.
Miksując fotografię prasową z fotografią studyjną, Olaf wypłynął na światową scenę sztuki w 1988, kiedy to otrzymał pierwszą nagrodę w konkursie Young European Photographer, dzięki serii fotografii pt. „Chessmen” (Szachiści), przedziwne portrety nagich, wyposażonych w rozmaite atrybuty postaci. Nagroda ta poprzedzona była wystawą w Museum Ludwig w Kolonii (Niemcy). Z kolei w projekcie „Mature” pokazał w erotycznych pozach nagie kobiety w podeszłym wieku. Od tamtej pory, w swych licznych pracach, Erwin Olaf kontynuuje eksplorację zagadnień dotyczących płci, seksualności i humoru.
W 2014 w Muzeum Narodowym w Gdańsku w Zielonej Bramie w Gdańsku miała miejsce wystawa czterech cykli: „Blacks”, „Grief” oraz siostrzane „Dusk” i „Dawn”, a także kilka prac wideo.

## Klienci
Erwin Olaf wykonywał fotografie dla takich marek jak: Audi, CITY Magazine, Diesel, Diet Coke, Elle, Heineken, JWT, Kirshenbaum, Kohler, Lavazza, Levi's, Marriott, McCann, McGarry Bowen, Microsoft, Momentum, Moooi, New York Times Magazine, Nintendo, Nokia, PlayStation, TBWA/Chiat/Day, Virgin.

## Nagrody
| Rok  | Nagroda                                                                                                  | Tytuł                                         |
| ---- | --- | --------------------------------------------- |
| 1988 | Pierwsza Nagroda w konkursie Young European Photographers                                                | seria fotografii pt. „Chessmen”               |
| 1999 | Srebrny Lew (Międzynarodowy Festiwalu Reklamy w Cannes)                                                  | jedno ze zdjęć z kampanii marki Diesel z 1999 |
| 2001 | Srebrny Lew (Międzynarodowy Festiwalu Reklamy w Cannes)                                                  | jedno ze zdjęć z serii Heineken               |
| 2003 | Złoto (Photography District New York)                                                                    | seria zdjęć reklamowych marki Nicorette       |
| 2003 | Grote Paul – I miejsce w rankingu Top-40 holenderskich fotografów                                        |                                               |
| 2004 | Nagroda The Association of Photographers in London                                                       | seria „Separation”                            |
| 2005 | Nagroda w konkursie Photography Annual Award, Photo District News                                        | zdjęcie „The Hairdresser's” z serii „Rain”    |
| 2006 | Pierwsza Nagroda „Outstanding Achievement”, The International Color Awards, Masters Of Color Photography |                                               |
| 2008 | Lucie Award – osiągnięcia w fotografii reklamowej                                                        |                                               |